# Рекламна ігра
Рекламні ігри (англ. Advergame) — це форма реклами у відеоіграх, кола відеогра розробляється певною організацією або в тісній співпраці з нею з метою реклами фірмового продукту. У той час як інші відеоігри можуть використовувати внутрішньоігрову рекламу (наприклад, рекламу на віртуальному білборді або брендинг на об'єкті в грі), Бюро інтерактивної реклами розрізняє рекламну гру як «гру, спеціально розроблену для продукту або послуга, що рекламується». Рекламна гра вважається різновидом реклами.
Рекламні ігри зазвичай орієнтовані на неповнолітніх, які, як правило, краще сприймають переконливі повідомлення, які можуть бути вбудовані в такі ігри. Батьки та захисники дітей висловлювали занепокоєння тим, що такі рекламні ігри можуть впливати на звички дітей, особливо на вживання їжі.

## Історія
Рекламні ігри (сумісність «реклами» та «відеоігор») з'явилися разом з початком розвитку індустрії відеоігор. Однією з перших відомих спроб була спортивна гра в поло, пов'язана з брендом одягу «Polo», яку Керол Шоу розробляла для Atari 2600 приблизно в 1978 році, але яку було скасовано до випуску. Першою відомою рекламною грою була Tapper, аркадна гра 1983 року. Гру спочатку спонсорував пивоварний завод «Anheuser-Busch». Вона переважно містила логотип бренду та ігровий процес, заснований на подачі пива. Реліз гри був призначений для барів та інших закладів для дорослих, але гра виявилася популярною, і для звичайних аркад була випущена небрендована версія Root Beer Tapper, де пиво замінено кореневим пивом .
Протягом 1980-х і 1990-х років було розроблено багато рекламних ігор для домашніх ігрових консолей і персональних комп'ютерів, але з появою широкої доступності  Інтернету браузерні ігри стали популярним варіантом для рекламних ігор. Такі ігри були дешевшими під час їх створення порівняно з попередніми рекламними іграми, а також з іншими традиційними способами реклами, такими як телевізійна реклама. Звіт «Kaiser Family Foundation» у 2006 році показав, що 73 % із 96 компаній, що займаються виробництвом продуктів харчування, створили спеціальні розділи своїх вебсайтів з рекламними іграми, орієнтованими на дітей, причому багато з них пропонують кілька рекламних ігор.
Термін «advergames» увів Ентоні Гіаллуракіс у 1999 році Інтернет-домен www.advergames.com був придбаний того року Гіаллуракісом, а кілька років потому (у 2008 році) був запущений високоякісний безкоштовний вебпортал, що демонструє підібрану добірку найкращих браузерних рекламних ігор. Цей сайт вважався головним місцем для онлайн-гравців для широкого спектру рекламних ігор, спонсорованих деякими з найвідоміших брендів у світі. Мільйони відвідувачів із понад 50 країн відвідали повний каталог сайту , щоб зіграти в деякі з найцікавіших рекламних ігор, коли-небудь створених. Розробники рекламних ігор з багатьох країн одержали додаткові перегляди своїх ігор завдяки співпраці з Advergames.com.
Рекламні ігри перемістилися в мобільні ігри приблизно в 2014 році завдяки поширенню мобільних пристроїв та їх активне використання дітьми.

### Інші приклади
Серед інших прикладів рекламних ігор, які досягли широкого розповсюдження можна назвати такі:
- Йо! Noid, платформер 1990 року, випущений для Nintendo Entertainment System для реклами Domino's Pizza. Його культова база шанувальників у підсумку привела до створення фанатами продовження 2017 року під назвою Yo! Noid 2: Enter the Void, яка зрештою отримала розкішне видання під назвою «Yo! Noid 2: Game Of A Year Edition»
- Chex Quest, ненасильницький шутер від першої особи, розроблений для персональних комп'ютерів у 1996 році для бренду зернових Chex. Хоча гра була повним перетворенням Doom, вона вважається однією з небагатьох рекламних ігор, у які було приємно грати.[1]
- Pepsiman, випущений для PlayStation в 1999 році, був розроблений KID тільки для випуску в Японії. У грі учасники мали уникати перешкод, щоб врятувати зневоднених людей, приносячи їм банку Pepsi. пепсі.
- Sneak King, PocketBike Racer та Big Bumpin, серія відеоігор Xbox 360, проплачена Burger King у 2006 році та доступна завдяки придбанню їжі в більшості ресторанів Burger King. З усіх трьох Sneak King став популярним і був проданий більше ніж 2 мільйони копій того року.[1]
- Американська армія, випущена для персональних комп'ютерів у 2002 році, була розроблена армією Сполучених Штатів як інструмент ознайомлення та подальшої служби в армії гравців-підлітків.[1]
- Citroën C4 Robot, випущена у 2008 році для просування моделі автомобіля Citroën C4, випущеної компанією Citroën ексклюзивно для Туреччини.

## Юридичні проблеми

### Захист для дітей
Оскільки відеоігри зазвичай викликають значний інтерес у неповнолітніх, рекламні ігри викликають етичні та юридичні проблеми. У той час як дорослі, як правило, можуть розпізнати переконливу рекламу в іграх і протистояти їй, діти молодшого віку можуть не усвідомлювати, що рекламна гра є формою реклами і вони можуть у реальному житті наслідувати ігровій поведінці.
Одним із ключових напрямків ринку, що викликає занепокоєння, були рекламні ігри, що просувають харчові продукти. Збільшення використання браузерних і мобільних рекламних ігор у середині 2000-х років викликало побоювання, що такі ігри призведуть до збільшення рівня ожиріння серед дітей. Зокрема, багато рекламних ігор про їжу рекламують менш поживні продукти, як-от перекуски. Проте дослідження показало, що вплив рекламних ігор не обмежується продуктами, що супроводжуються поганим харчуванням, оскільки дослідження з використанням рекламних ігор, розроблених для вибору здорової їжі, призвело до того, що діти, що брали участь у досліджені, обирали більш здоровий перекус, коли їм було запропоновано різноманітні варіанти.

### Неправдива реклама
Рекламні ігри можуть суперечити встановленим законам, щодо правдивості інформації в рекламі. Неправдиві твердженняв рекламних іграх, навіть якщо вони висловлені не як реклама, можуть призвести до покарань і штрафів, накладених національними або регіональними агентствами із захисту прав споживачів. Наприклад, компанія «Gatorade», дочірня компанія PepsiCo, опублікувала безкоштовну мобільну гру Bolt! за участю Усейна Болта, в якій закликали гравця «підтримувати свою продуктивність на високому рівні, уникаючи води». Фахівці штату Каліфорнія стверджували, що це твердження було неправдивим, оскільки було доведено, що «Gatorade» є більш шкідливим для людського організму, ніж вода, і оскільки гра, націлена на молодь, надає неправильні твердження. Адміністрація штату подала до суду на Gatorade, і справу врешті-решт було вирішено, коли Gatorade сплатила державі штраф у розмірі US$300,000, частину якого штат використовував для популяризації звички вживання води дітьми.

### Національні правила та нагляд
Депутати Конгресу Сполучених Штатів Америки робили спроби надати Федеральній торговій комісії (FTC) повноваження наглядати за рекламою в Інтернеті, націленою на дітей, включно з рекламними іграми, але лобі, що представляють харчову промисловість, заперечували ці факти та фактично зупинили спроби унормувати нагляд за такою рекламою. Утім, розповсюдження онлайн-ігор і реклами, спрямованої на дітей, призвело до ухвалення в 2000 році Закону про захист конфіденційності дітей в Інтернеті (COPPA), який встановив суворі стандарти щодо того, який тип конфіденційної інформації вебсайти можуть збирати від неповнолітніх, при цьому FTC контролює будь-яку подібну інформацію.
У Сполученому Королівстві регулювання рекламних ігор було включено до Кодексу CAP або Кодексу нетрансляційної реклами, стимулювання збуту та прямого маркетингу в 2016 році. Код CAP, який часто оновлюється, містить конкретні вказівки щодо того, які рекламні ігри (серед інших типів реклами) можна робити, а які ні, приділяючи особливу увагу тому, як такі ігри можуть впливати на дітей. Порушення кодексу CAP контролюються та штрафуються Управлінням стандартів реклами.

## Інші проблеми
Повідомлення в рекламних іграх можуть мати негативні наслідки та вплинути на репутацію бренду, який рекламує гра. Наприклад, компанія Intel, яка опублікувала в 2004 році The Intel IT Manager Game, браузерну гру, яка намагалася дати уявлення про можливості роботи менеджера з інформаційних технологій, включно з моделюванням найму нових співробітників. Однак у грі дозволялося наймати працівників лише чоловічої статі, а Intel критикували за те, що не приймали на роботу жінок. Гру було виведено з мережі, а пізніше замінено новою версією, яка мала рівне представництво статей. Хоча цю ситуацію можна порівняти з подібною проблемою навколо гри Fable, яка також змушувала гравців використовувати чоловічі аватари, реальне середовище гри Intel розглядалося як більш серйозний недолік, і на той час гендерне представництво в індустрії інформаційних технологій викликало серйозне занепокоєння.